# Nina Bari
Nina Karlovna Bari (in russo Нина Карловна Бари?; Mosca, 19 novembre 1901 – Mosca, 15 luglio 1961) è stata una matematica sovietica, nota per il suo lavoro sulle serie trigonometriche.

## Biografia
Nina Bari nacque a Mosca, in Russia, il 19 novembre 1901, figlia di Ol'ga e Karl Adol'fovič Bari, un medico. Nel 1918 divenne una delle prime donne ad essere ammessa al Dipartimento di Fisica e Matematica della prestigiosa Università Statale di Mosca, dove si laureò nel 1921, appena tre anni dopo essere stata ammessa. Dopo la laurea, iniziò la sua carriera di insegnante: all'Istituto forestale di Mosca, al Politecnico di Mosca e all'Istituto comunista di Sverdlov.
Studiò serie e funzioni trigonometriche sotto la guida di Nikolaj Luzin, diventando una dei suoi allievi principali, e presentando il risultato della sua ricerca alla Società matematica di Mosca nel 1922, diventando la prima donna a rivolgersi alla stessa. 
Nel 1926 completò il suo dottorato sulle espansioni trigonometriche,  vincendo il Premio Glavnauk per il suo lavoro. L'anno successivo, nel 1927, approfittò di un'occasione per studiare a Parigi alla Sorbona, al Collège de France e, al Congresso di Matematica Polacco a Leopoli, nell'allora Polonia (odierna Ucraina).
Nel 1932 divenne professore all'Università statale di Mosca e nel 1935 ottenne il titolo di dottore in scienze fisiche e matematiche, un titolo di ricerca più prestigioso del tradizionale dottorato di ricerca; arrivando a completare in questi anni il suo lavoro sulle serie trigonometriche.

### Morte
Nina Bari rimase uccisa cadendo sotto un treno della metropolitana in arrivo a Mosca il 15 luglio 1961, all'età di 59 anni.

## Carriera
È stata una stretta collaboratrice di Dmitrij Men'šov in numerosi progetti di ricerca. Lei e Men'šov si occuparono del lavoro sulla teoria delle funzioni, a Mosca, negli anni '40. Nel 1952 pubblicò un importante pezzo sulle funzioni primitive, le serie trigonometriche e la loro convergenza. Nina Bari, inoltre, ha anche pubblicato lavori al Terzo Congresso dell'Unione del 1956 a Mosca e al Congresso internazionale dei matematici del 1958 a Edimburgo. 
La matematica era il centro della sua vita intellettuale, ma amava la letteratura e le arti. Era anche un'appassionata di escursioni in montagna (passione ispirata in lei da suo marito, Viktor Vladimirovič Nemyckij, un matematico sovietico).
L'ultimo lavoro di Nina Bari, la sua 55ª pubblicazione, è stata una monografia di 900 pagine sullo stato dell'arte della teoria delle serie trigonometriche, riconosciuta come un'opera di riferimento standard per coloro che sono specializzati in teoria delle funzioni e delle serie trigonometriche.